# Otto Pretzl
Otto Pretzl (* 20. März 1893 in Ingolstadt; † 28. Oktober 1941) war ein deutscher Orientalist.

## Leben
Nachdem er am Ersten Weltkrieg, zuletzt als mit dem Eisernen Kreuz 1. Klasse ausgezeichneter Frontoffizier, teilgenommen hatte, studierte Pretzl Theologie an der Ludwig-Maximilians-Universität München. Als Schüler Fritz Hommels erlernte er neben den biblischen Sprachen auch viele semitische Idiome und befasste sich nebenher mit Altägyptisch, Koptisch, Persisch, Türkisch und Arabisch. 1926 wurde er mit einer Arbeit über Septuagintaprobleme im Buch der Richter, entstanden aufgrund einer Preisaufgabe der theologischen Fakultät, promoviert; 1928 habilitierte er sich mit der Schrift Die griechischen Handschriftengruppen im Buche Josue, untersucht nach ihrer Eigenart und ihrem Verhältnis zueinander. Durch Gotthelf Bergsträßer wurde Pretzl ganz für die Arabistik gewonnen und legte alsbald zwei Texteditionen arabischer Quellentexte vor, die Bergsträßers Plan zur Erstellung eines Apparatus criticus zum Koran folgten. Zum Schüler und engen Mitarbeiter Bergsträßers avanciert, habilitierte er sich 1933 von der theologischen in die philosophische Fakultät um, damit er sich ganz seinen neuen Aufgaben widmen könne.
Nach dem unerwarteten Tode Bergsträßers, 1933, wurde Pretzl 1934 in seiner Nachfolge zum außerordentlichen, 1935 zum ordentlichen Professor für orientalische Sprachen ernannt und von der Bayerischen Akademie der Wissenschaften mit der Fortsetzung des Koranprojektes betraut. Zu diesem Zwecke erstellte er zwischen 1934 und 1937 bei Bibliotheksstudien in Paris, Madrid, Istanbul, Damaskus und Nordafrika (hier besonders in Kairo) mit einer Leica-Kamera ein umfangreiches Fotoarchiv früher Koranhandschriften, das jahrzehntelang zuerst von Anton Spitaler, der behauptete, es sei im Krieg verbrannt, und dann von seiner Schülerin Angelika Neuwirth versteckt wurde, gegenwärtig in dem Forschungsunternehmen Corpus Coranicum digitalisiert und ausgewertet wird. Pretzls besonderes wissenschaftliches Interesse galt daneben der islamischen Theologie und Mystik, worüber er auch publizierte. 1939 wurde er zum Heer einberufen, obwohl er wegen eines im Ersten Weltkrieg erlittenen Lungendurchschusses wehrdienstuntauglich war. Namentlich bei nordafrikanischen Kriegsgefangenen kam Pretzl als Vernehmungsoffizier zum Einsatz. 1941 wurde er in das Oberkommando der Wehrmacht berufen. Wenig später kam er bei einem Flugzeugabsturz ums Leben.

## Schriften
- Theodor Nöldeke: Geschichte des Qorāns. [1860]; 2. Auflage, bearbeitet bzw. völlig umgearbeitet von Friedrich Schwally, Gotthelf Bergsträsser und Otto Pretzl. 3 Bände. Leipzig 1909, 1919, 1938. Neuauflage Hildesheim 2005, ISBN 3-487-00105-5 (in MENAdoc)
- Das Lehrbuch der sieben Koran-Lesungen von Abû 'Amr 'Uthmân ibn Sa'îd ad-Dânî. Herausgegeben von Otto Pretzl. Istanbul: Devlet Matbaası 1930. (Bibliotheca Islamica. Band 2.)
- Orthographie und Punktierung im Koran. Zwei Schriften von Abû 'Amr 'Uthmân ibn Sa'îd ad-Dânî. Herausgegeben von Otto Pretzl. Istanbul: Devlet Matbaası 1932. (Bibliotheca Islamica. Band 3.)
- Das biographische Lexikon der Koran-Lehrer von Sams ad-dîn Muhammad ibn al-Dschazâri. Erster Teil. Herausgegeben von Gotthelf Bergsträsser. Istanbul: Devlet Matbaası 1932. (Bibliotheca Islamica. Band 8a.)
- Die Leica im Dienst der Handschriftenforschung. In: Zentralblatt für Bibliothekswesen 49 (1932) S. 182–187.
- Das biographische Lexikon der Koran-Lehrer von Sams ad-dîn Muhammad ibn al-Dschazâri. Zweiter Teil. Herausgegeben von Gotthelf Bergsträsser und Otto Pretzl. Istanbul: Devlet Matbaası 1933. (Bibliotheca Islamica. Band 8b.)
- Die Streitschrift des Gazali gegen die Ibahija. Aus dem persischen Text übersetzt und herausgegeben von Otto Pretzl. München: Bayerische Akademie der Wissenschaften 1933. (Sitzungsberichte der Philosophisch-historischen Abteilung. Heft 7.)
- Das biographische Lexikon der Koran-Lehrer von Sams ad-dîn Muhammad ibn al-Dschazâri. Dritter Teil. Herausgegeben von Otto Pretzl. Istanbul: Devlet Matbaası 1934. (Bibliotheca Islamica. Band 8c.)
- Die Wissenschaft der Koran-Lesung (ilm al-qira'a). Ihre literarischen Quellen und ihre Aussprachegrundlagen. In: Islamica. Zeitschrift für die Erforschung der Sprachen und Kulturen der islamischen Völker 6 (1934) S. 1–47, S. 230–246 und S. 290–331.
- Die Fortführung des Apparatus Criticus zum Koran. München: Bayerische Akademie der Wissenschaften 1934. (Sitzungsberichte der Philosophisch-historischen Abteilung. Heft 5.)
- Aufgaben und Ziele der Koran-Forschung. In: Actes du 20. congres international des orientalistes. Brüssel, septembre 1938. Brüssel: Louvain 1938, S. 328–329.
- Die frühislamische Attributenlehre. Ihre weltanschaulichen Grundlagen und Wirkungen, München: Bayerische Akademie der Wissenschaften 1940. (Sitzungsberichte der Philosophisch-historischen Abteilung. Heft 4.)